# Torre del Cargol
La Torre del Cargol o força d'Estany  és una torre de guaita i defensa del municipi de Ponts (Noguera) declarat bé cultural d'interès nacional.
Es troba a la vora de La Força, petit nucli de població del terme municipal de Ponts. Bastida a l'extrem d'un altiplà damunt d'un dels passos que permeten de comunicar la conca del Llobregós amb la contrada d'Artesa de Segre i amb Balaguer. L'any 2009 es va redactar el projecte de restauració de la torre, la qual fins aleshores es trobava en un molt mal estat de conservació i el 2011 es realitzà la intervenció arqueològica i la restauració.

## Història

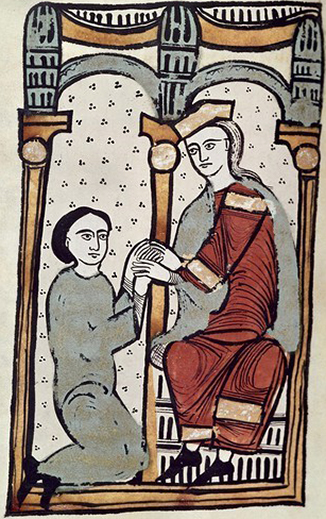
Ermengol II d'Urgell rebent l'homenatge de fidelitat d'Arnau Mir de Tost

Cal relacionar aquesta fortificació amb l'anomenada Torre de Dàdila, que ja apareix esmentada a la carta de venda del castell d'Artesa de Segre per part del comte d'Urgell Ermengol II a Arnau Mir de Tost l'any 1039. En descriure's les afrontacions del castell hom esmenta «ipso castro suprascripto ad ipsam turrem de Dalila». Aleshores aquesta torre aglutinava al seu entorn un petit nucli habitat del qual subsisteix l'esglesiola dedicada a Sant Miquel, situada molt a prop i avui arruïnada. Pensem que es tracta de l'antic assentament de l'actual caseriu de la Força, el qual queda ara un xic més allunyat del lloc d'assentament de la torre.
El 1427 era senyor de la Força Ramon de Casaldàliga, que també era senyor de Ponts i Torreblanca, entre altres llocs. Els Casaldàliga havien comprat tot la jurisdicció de la Força l'any 1420 al rei Alfons el Magnànim. En el fogatjament de l'any 1497 consta que la Força, el Tossal i Torreblanca formaven part de la mateixa baronia.

## Arquitectura
Aquest edifici pot permetre d'assegurar la continuïtat d'una fortificació des de l'època islàmica a època cristiana. Hi ha tres tipus de construccions prou diferenciades: un edifici fet amb un aparell molt gran, una torre de planta quadrada, feta amb tàpia i una torre circular feta amb carreus.
Al voltant de la torre hi ha les restes del que havia estat un recinte de planta quadrangular d'aparell constructiu molt gran. El costat nord fa uns 12 m de llarg. També veiem el costat oest i un apart de l'est de l'edifici. El meridional ha restat colgat, segurament per les runes de la torre, enderrocada en aquesta banda. A la banda nord són visibles tres filades dels grans carreus de l'edifici (50 X 80 cm). Aquesta construcció amb carreus ciclopis pot ésser d'època ibèrica o potser islàmica.
La torre de planta quadrada, feta amb tàpia, és envoltada per una torre feta amb pedra, romànica. La tàpia és més antiga i fou reaprofitada en fer la de carreus. Els murs es componen de blocs de tàpia de 380 cm de llarg X 90 cm d'alt i 80 cm d'amplada. L'alçada de l'edifici era, almenys, d'unes 7 tàpies si bé podia ser més alta i tenir més blocs de tàpia al damunt.
La torre exterior és de planta circular, amb 7,2 m de diàmetre. A la part inferior s'adossà a la torre quadrada. La construcció de tàpia es cobrí amb una volta amb lloses verticals en forma de plec de llibre. Per sobre de la volta, es construí una altra sala, més espaiosa que la inferior, d'una alçada d'uns 4 m, coberta també amb volta. En aquest nivell superior s'hi veuen quatre espitlleres orientades a nord, on hi ha l'indret més difícil de defensar. Els carreus són poc o molt escairats i ben arrenglerats. La porta devia estar situada al nivell superior i orientada cap al sud.
Segurament cal datar la torre de tàpia al segle X i que, per tant, caldria considerar-la musulmana. La torre exterior, construïda reaprofitant la més antiga i recobrint-la, seria feta al segle xi o potser ja en el segle xii.